# NIMBUS–2
NIMBUS–2 (görögül: felhő) amerikai második generációs meteorológiai műhold a Nimbus programból.

## Küldetés
Feladata, második generációs meteorológiai műholdként méréseivel stabil adatszolgáltatást biztosítani a katonai felhasználáson[forrás?] túl a Nemzeti Óceán- és Légkörkutatási Hivatal (NOAA) részére.

## Jellemzői
Tervezte és építette a NASA.
Megnevezései: NIMBUS–2; NIMBUS C; COSPAR:1966 - 040A . Kódszáma: 2173.
1966. május 15-én a Vandenberg légitámaszpontról az LC–2E (LC–Launch Complex) jelű indítóállványról egy Thor–Agena hordozórakétával állították alacsony Föld körüli pályára (LEO = Low-Earth Orbit). Az orbitális egység pályája 108 perces, 100,3 fokos hajlásszögű, elliptikus pálya perigeuma 1093 kilométer, az apogeuma 1176 kilométer volt.
Háromtengelyesen stabilizált műhold (plusz vagy mínusz 1 fok), Föld felé néző részének átmérője 1,5, a felette elhelyezett kúpos alakú tartószerkezet magassága 3 méter. Tömege 414 kilogramm. Napelemtáblái 3 méter hosszúak, nem nyíltak ki megfelelően, ezért az energia ellátás minimálisan volt elég.
A fedélzetén elhelyezett széles látókörű kamerák felvételeit digitalizálták, tárolták, földi parancsra az adatokat a földi információs központba továbbította. A méréseket az elektromágneses spektrum különböző hullámhosszain, főleg látható és infravörös hullámhosszon végezte. A felhőkön és felhőrendszereken, a hőmérséklet változásokon, a viharok kialakulásán- és figyelemmel kísérésén, a páratartalom mérésén, a sugárzási tartományok ellenőrzésén kívül megfigyelték a városok fényszennyezéseit, környezetváltozásait, tüzeket, homok- és porviharokat, hó- és jégtakarót, óceáni áramlatokat és más környezeti folyamatokat.

### Szerkezete
1. parancsfogadó antenna,
2. Nap-kereső szenzor,
3. horizontkereső,
4. Nap-detektor, a napelemtáblák beállításához,
5. kettő napelemtábla,
6. műszeres egység,
7. APT-kamera,
8. S-sávú antenna,
9. közepes felbontású infravörös sugárzásmérő (MRIR),
10. VHF-kamera,
11. nagy felbontású infravörös sugárzásmérő,
12. infravörös sugárzásmérők adatrögzítője,
13. adattovábbító antenna,
14. hőmérséklet-szabályozó zsaluk,
15. vázszerkezet,
16. helyzetszabályozó hideggázrakéta-fúvókák,

1969. január 17-én technikai okok miatt befejezte szolgálatát. A légkörbe történő belépésének ideje ismeretlen.

## Külső hivatkozások
- NIMBUS–2. lib.cas.cz. [2013. október 13-i dátummal az eredetiből archiválva]. (Hozzáférés: 2014. március 2.)
- NIMBUS–2. nasa.gov. (Hozzáférés: 2014. március 2.)
- NIMBUS–2. astronautix.com. [2014. január 9-i dátummal az eredetiből archiválva]. (Hozzáférés: 2014. március 2.)
- NIMBUS–2. astronautix.com. (Hozzáférés: 2014. március 2.)

| Elődje: NIMBUS–1 | Nimbus-program 1964–1978 | Utódja: NIMBUS–3 |